# Тетрасиликат магния
Тетрасиликат магния — неорганическое соединение,
соль магния и кремнёвой кислоты с формулой Mg3Si4O11,
бесцветные кристаллы,
не растворяется в воде,
образует кристаллогидраты.

## Получение
В природе встречается минерал тальк — Mg3Si4O11•H2O с примесями.

## Физические свойства
Тетрасиликат магния образует бесцветные кристаллы.
Не растворяется в воде.
Образует кристаллогидраты состава Mg3Si4O11•H2O.